# Museo Nacional de la Ciencia y la Tecnología Leonardo da Vinci
El Museo Nacional de la Ciencia y la Tecnología "Leonardo da Vinci" se encuentra ubicado en Milán (Italia), en el antiguo monasterio de San Vittore al Corpo en la calle San Vittore 21, cerca del lugar donde Leonardo da Vinci tenía terrenos plantados de vid, en las afueras de la ciudad antigua. Se sitúa bastante cerca de la iglesia de Santa Maria delle Grazie, donde se encuentra la famosa última cena y la Basílica de San Ambrosio. El museo, con sus 40 000 metros cuadrados, es ahora el mayor museo científico-técnico en Italia y tiene la mayor colección del mundo de los modelos de máquinas a partir de dibujos de Leonardo da Vinci. 
En 2009 fue visitado por 379.686 personas a pesar de que permaneció cerrado al público desde el 9 de junio hasta el 16 de septiembre.

## Propiedad
El museo pertenece a la "Fundación Museo nacional de la ciencia y la tecnología", que es también la entidad gestora.

## Historia
La idea de crear un museo a la técnica en Milán se remonta a los años treinta del siglo XX. La realización, sin embargo, llegó a cabo muchos años más tarde. En el 1942 se fundó la "Fundación Museo Nacional de Técnica e Industria, patrocinadas por Guido Ucelli y Salamini Arnaldo. 
En el 1947 la Fundación se convirtió en una organización sin fines de lucro, y fue asignada al edificio que actualmente alberga el museo: un convento de frailes Olivetanos que data del siglo XVI. Convertido en un hospital militar durante la época napoleónica y luego en el cuartel, fue dañado por los bombardeos aéreos en agosto de 1943. A principios de los años cincuenta fue restaurado como museo, diseñado por Piero Portaluppi. La inauguración tuvo lugar el 15 de febrero de 1953 en presencia del presidente del Consejo de Ministros de Alcide De Gasperi. 
En los años siguientes, las colecciones se ampliaron progresivamente, con nuevas secciones. En 1964 se construyó el pabellón naval, donde se hallan los contenidos más importantes: el buque escuela Hebe y el barco "Conte Biancamano". En el 1969 fue inaugurado el pabellón del ferrocarril. En el 1993 se abrieron los primeros talleres interactivos. En 1999 el museo se transformó en una fundación de derecho privado. 
A partir de los primeros años del siglo XXI, la institución museística se reorganizó como una más dinámica y flexible, la recuperación de colecciones anteriores con la ayuda de patrocinadores, la renovación de las habitaciones y el fomento de la presencia de eventos culturales tales como conferencias, conciertos y exposiciones temporales.

## Galería de imágenes

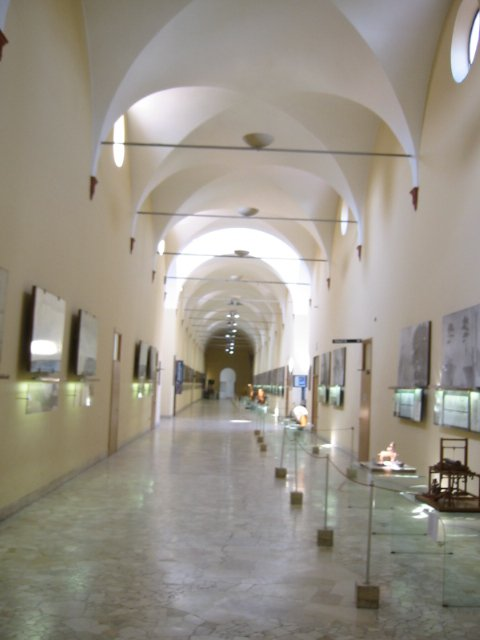
Galería "Leonardo da Vinci"
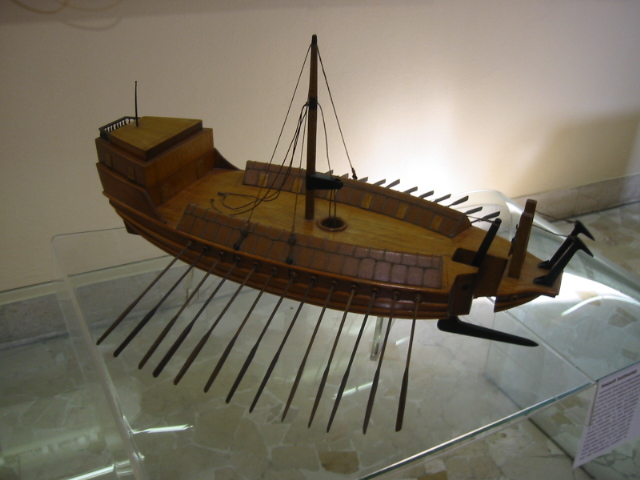
Barco de guerra
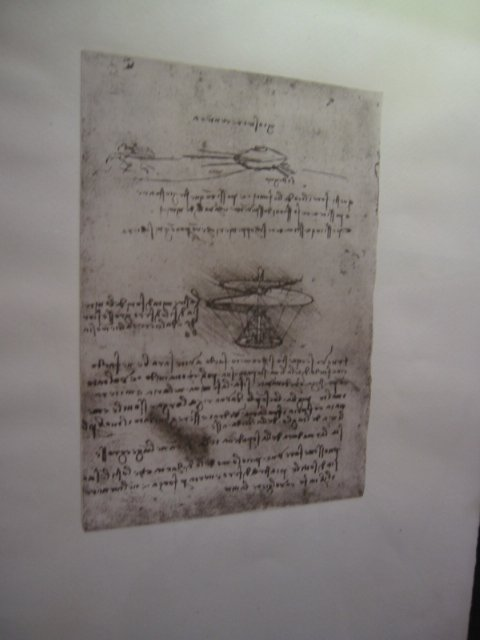
Dibujo de Leonardo
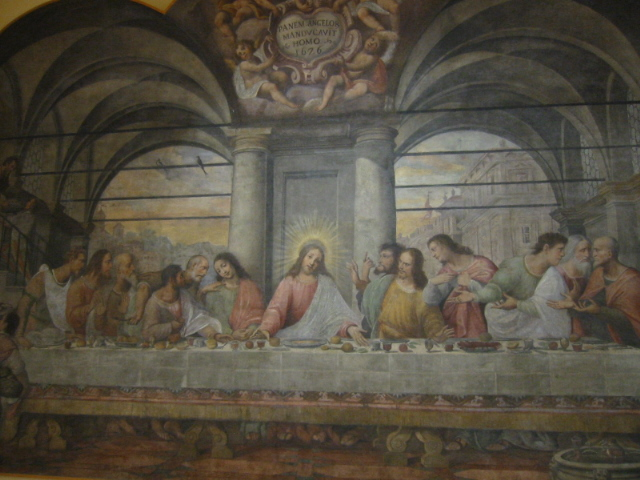
La Última Cena de Giovanni Mauro della Rovere Mauro (1626), homenaje a La Última Cena de Leonardo
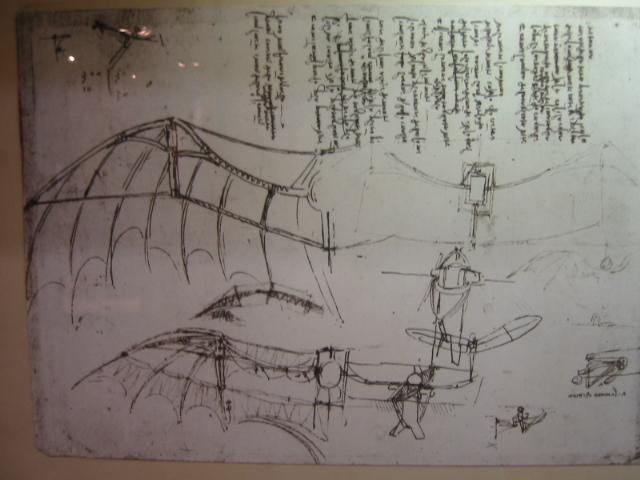
Otro dibujo de Leonardo
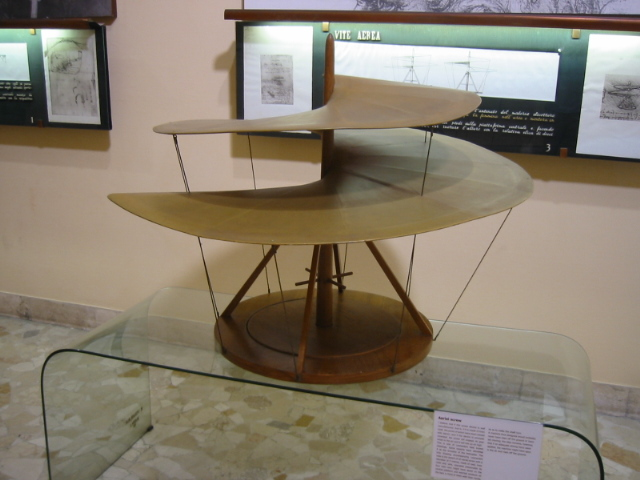
Inventado por Leonardo
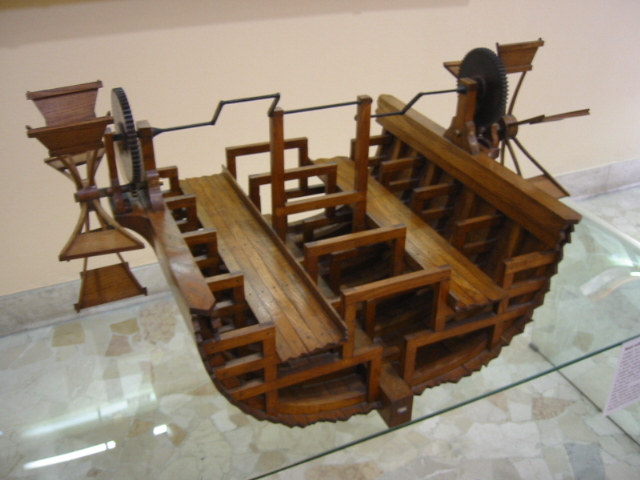
Mecanismo hidráulico
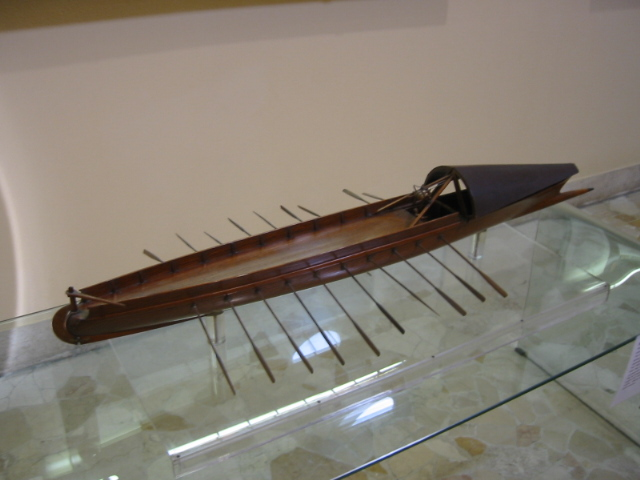
Bote de remos
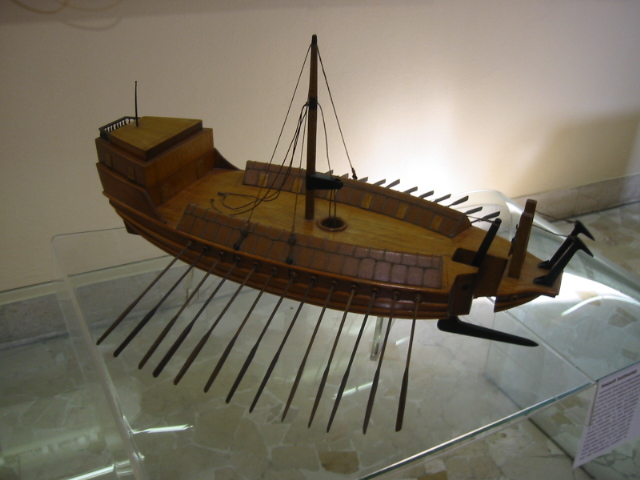
Bote de remos
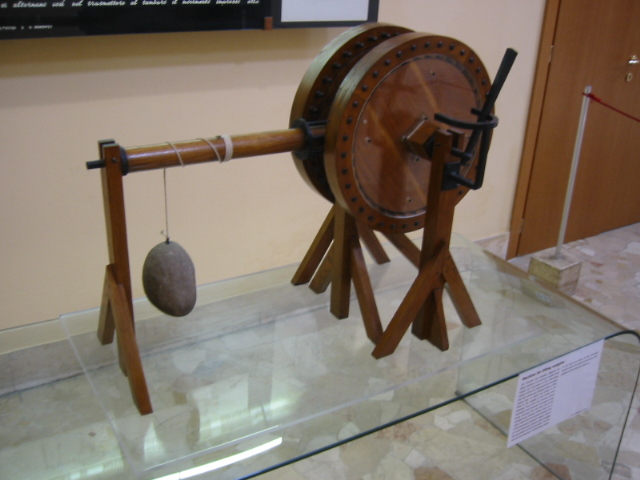
Inventado por Leonardo

- Datos: Q947082
- Multimedia: Museo Nazionale della Scienza e della Tecnologia (Milan) / Q947082